# Autostrada międzystanowa nr 59

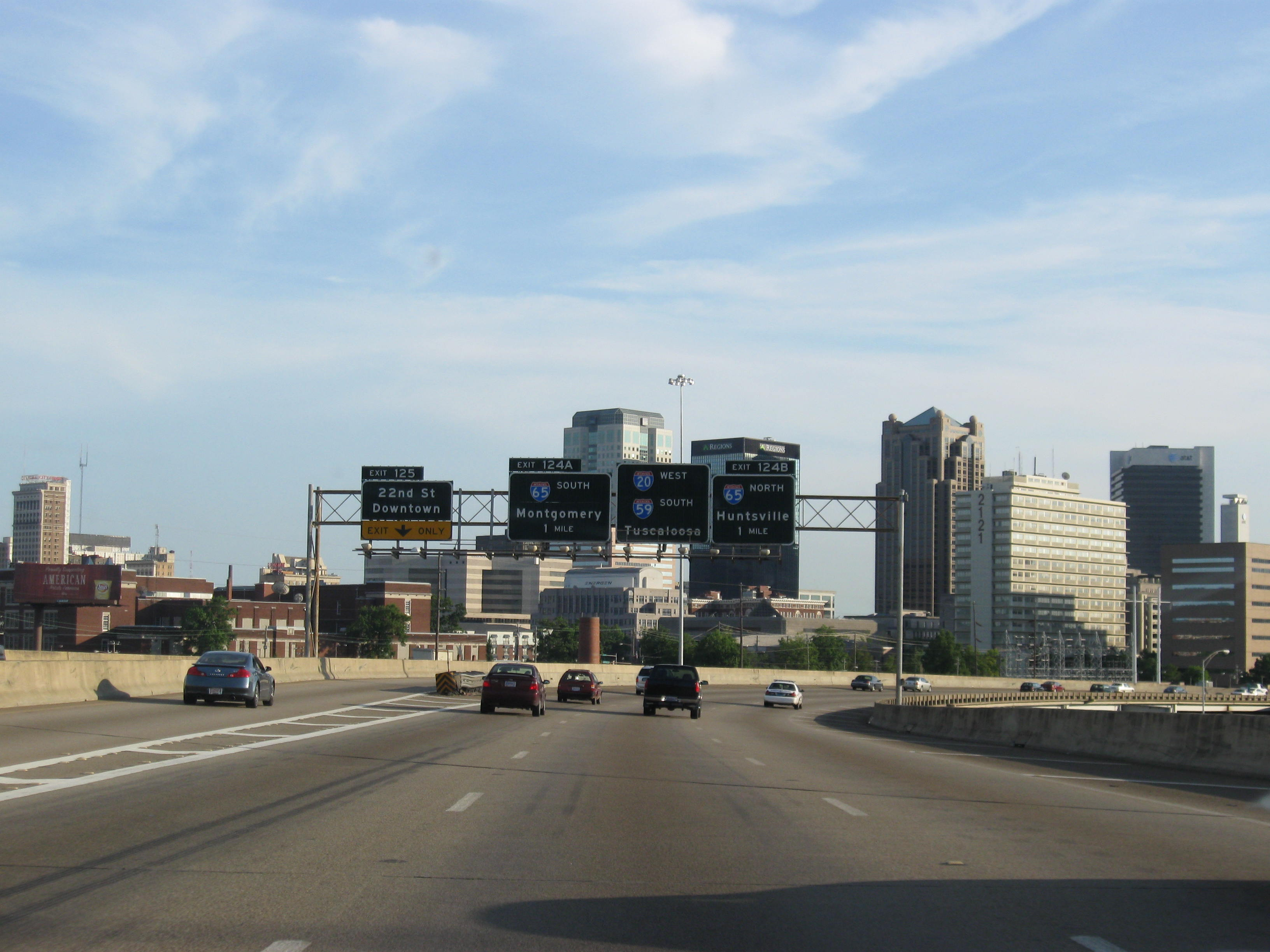
Wspólny przebieg z I20 w Birmingham

Interstate 59 – autostrada międzystanowa w USA. Prowadzi ze Slidell do pogranicza Alabamy i Tennessee. Przebiega przez Luizjanę, Missisipi, Alabamę i Georgię. Jej długość to 445,23 mili (712,37 km). Miejscami ma wspólny przebieg z I20.

## Przebieg

### Luizjana
- Slidell

### Missisipi
- Picayune
- Hattiesburg
- Laurel
- Meridian

### Alabama
- Tuscaloosa
- Bessemer
- Birmingham
- Gadsden
- Fort Payne

### Georgia
- Trenton